# Kaiser Wilhelm (Schiff, 1871)
Das Dampfschiff Kaiser Wilhelm, ab 1919 Baden, war das erste Salonschiff auf dem Bodensee. Es wurde am 3. September 1871 in Dienst gestellt. Taufpatin war die Kaisertochter und Großherzogin Luise von Baden.

## Geschichte

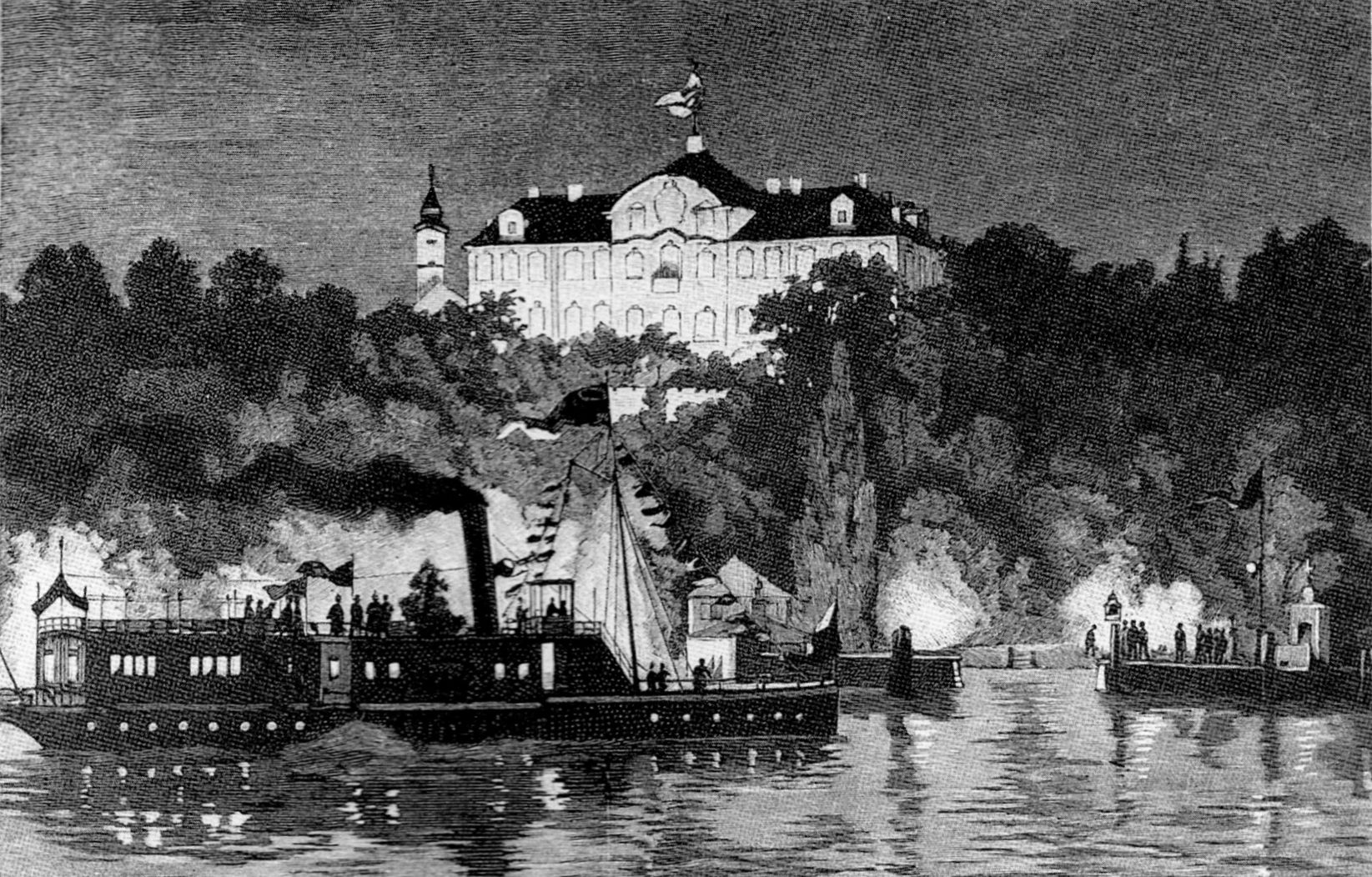
Die Kaiser Wilhelm 1888 vor der Insel Mainau. Kaiser Wilhelm II. benutzte am 29. September 1888 die Kaiser Wilhelm, um dem badischen Großherzog Friedrich I. seinen Antrittsbesuch zu machen.

Ursprünglich war für dieses Schiff der Namen Victoria vorgesehen, aber durch die sich nach dem Deutsch-Französischen Krieg geänderte politische Situation entschied man sich für den Namen Kaiser Wilhelm. Mit diesem Schiff wurde die Helvetia ersetzt. Erbauer der Kaiser Wilhelm war die Schweizer Maschinenfabrik Escher Wyss. Die aus Zürich angelieferten Einzelteile wurden noch in der alten Konstanzer Werft, am Rutsch beim späteren Zeppelindenkmal zusammengesetzt. Die Gesamtlänge des Schiffes betrug 53,85 m, die größte Breite 12,10 m. Eine Zweizylinder-Zweifach-Expansionsdampfmaschine Woolfscher Bauart mit 375 PSi verlieh der Kaiser Wilhelm eine Geschwindigkeit von maximal 24 km/h.

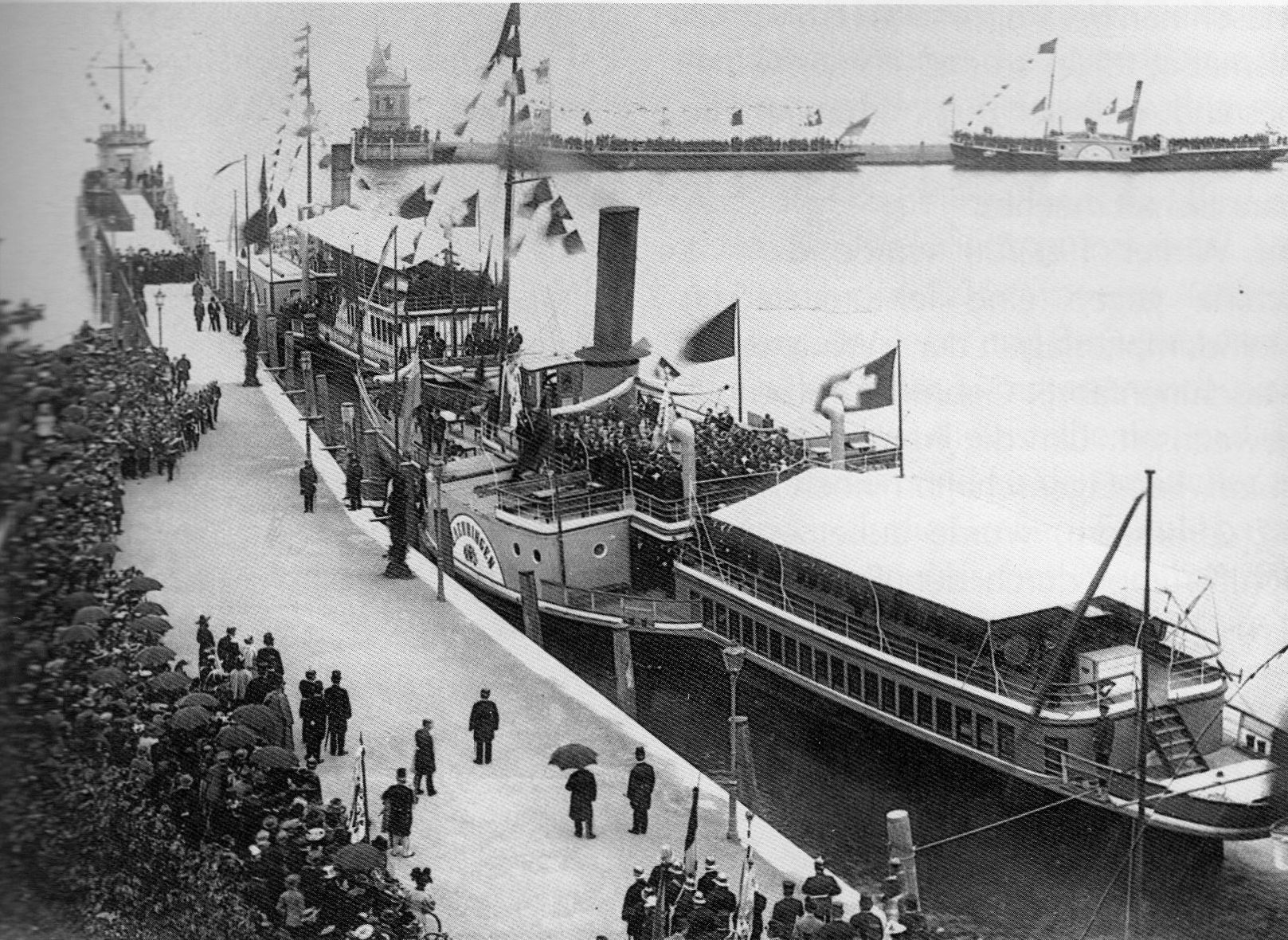
Zaehringen (im Vordergrund) und Kaiser Wilhelm vor der Jahrhundertwende in Konstanz

Betreiberin der Kaiser Wilhelm waren die Großherzoglich Badischen Staatseisenbahnen. Obwohl Baden nach der Gründung des deutschen Kaiserreichs seine Souveränität weitgehend abgab, blieben die Eisenbahnen und damit auch die Kaiser Wilhelm unter Landeshoheit. Auf dem Bodensee gab es daher keine Passagierdampfer, die unter der Flagge des Kaiserreichs fuhren. Neben Kurs- und Sonderfahrten wurde die Kaiser Wilhelm auch für Fahrten des großherzoglichen Hofes auf die Sommerresidenz, der Insel Mainau, bevorzugt.
Das Schiff durchlebte sukzessive die gesamte Entwicklung der damaligen Zeit. Im Jahre 1880 wurde das Promenadendeck verlängert, 1886 ein geschützter Ruderstand aufgebaut. Der im historistischen Stil eingerichtete Salon wurde 1896 zum ersten Mal modernisiert. Gleichzeitig erhielt das Schiff in diesem Jahr eine Dampfheizung und elektrische Beleuchtung. Im Jahr 1907 wurde eine neue Kesselgruppe für Heißdampfbetrieb eingebaut und die Maschinenanlage durch eine Ventilsteuerung modernisiert. Dabei wurden auch die alten Schaufelräder mit 12 Holzschaufeln durch neue mit acht Eisenschaufeln ersetzt. Die maximale Leistung betrug nun rund 600 PS, die Höchstgeschwindigkeit 26 km/h.
Am 3. Oktober 1907 diente das Schiff der Überführung des Leichnams von Friedrich I. von der Insel Mainau nach Konstanz. Im November 1909 lief die Kaiser Wilhelm wegen eines Ruderschadens in der Seewaldbucht bei Friedrichshafen auf Grund und wurde zwei Tage später von der Greif nach Konstanz geschleppt.
Nach dem Ersten Weltkrieg und dem Ende der deutschen Monarchien wurden alle Schiffe, die einen Herrschernamen trugen, umbenannt. So erhielt die Kaiser Wilhelm im Jahr 1919 den Namen Baden und wurde 1920 in den Bestand der Deutschen Reichsbahn übernommen.
Seine letzte Kursfahrt absolvierte das Schiff am 30. September 1930 auf dem Überlingersee. Nach seiner Ausmusterung wurde es nach Langenargen gebracht und die Aufbauten abgetragen. Der Rumpf am 23. Februar 1931 im Obersee vor Hagnau versenkt.
Nachfolgeschiff der Baden wurde die Stadt Überlingen. Die von der Konstanzer Glockengießerei Rosenlächer gegossene Schiffsglocke der Baden ziert seit 1949 den Bug des Motorschiffes Karlsruhe.

## Bilder

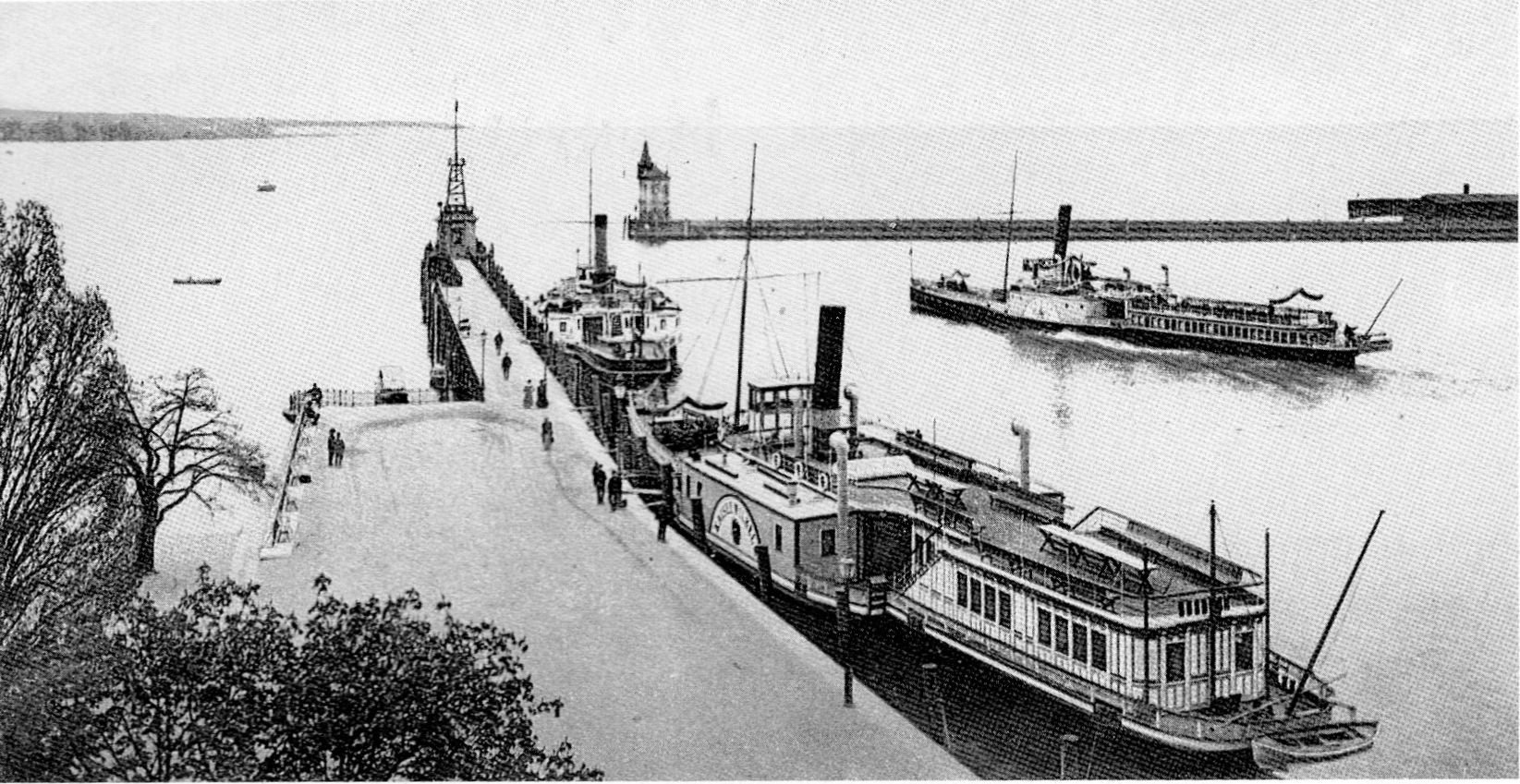
Kaiser Wilhelm (im Vordergrund), Habsburg und Greif um 1905 im Konstanzer Hafen
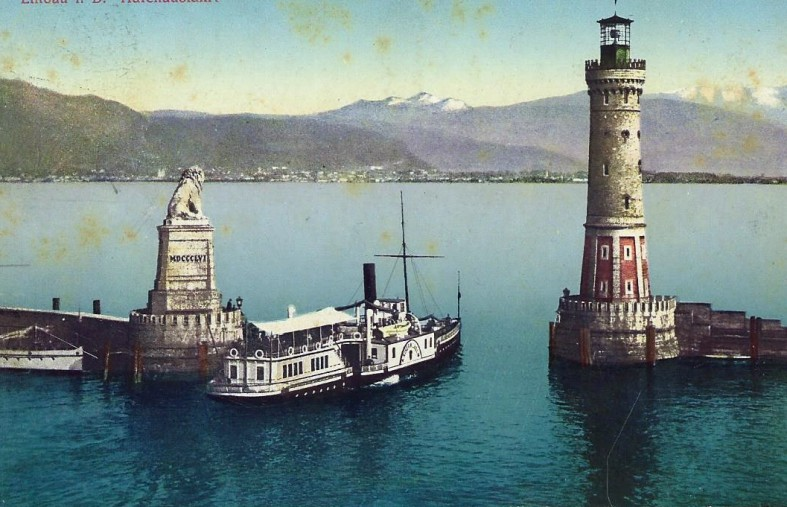
Die Kaiser Wilhelm im Jahr 1911 in Lindau
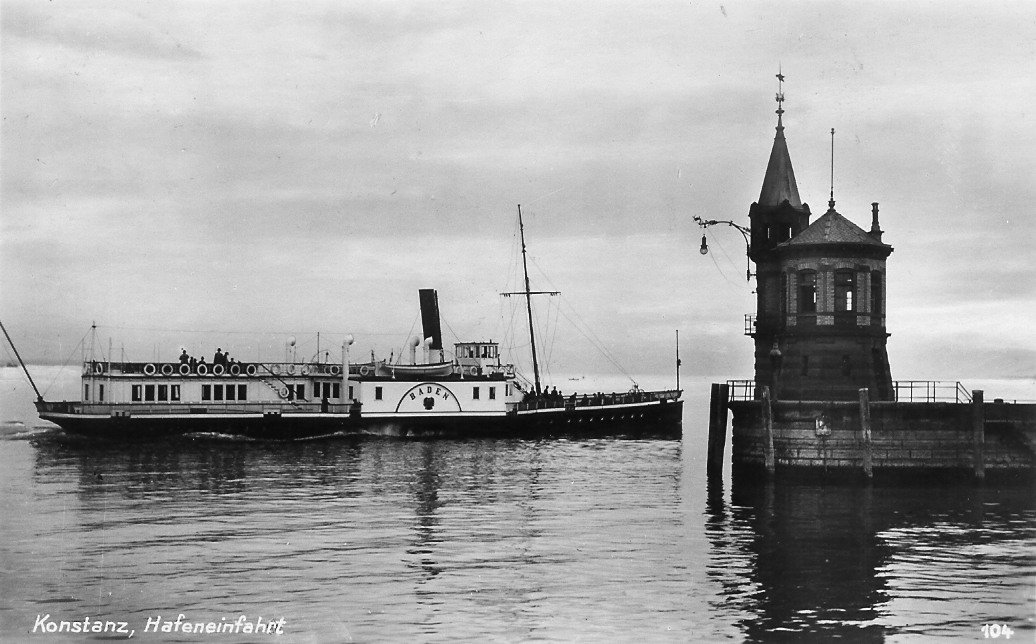
Die Baden in den 1920er Jahren vor Konstanz